# Kuní
Kuní je malá vesnice, část obce Petrovice v okrese Příbram ve Středočeském kraji. Nachází se asi dva kilometry severozápadně od Petrovic. Kuní je také název katastrálního území o rozloze 3,49 km². V katastrálním území Kuní leží i Kuníček.

## Historie
První písemná zmínka o vesnici pochází z roku 1369. Ve 14. století zde stávala tvrz.[zdroj⁠?!] Ve druhé polovině 15. století vesnice patřila Janovi nebo Matějovi z Jetřichovic. Jeden z nich se oženil s Machnou Brusovou z Kovářova a jejich dcera Dorota Kuní roku 1497 prodala táborským měšťanům Janovi z Orlova a Janu Hruškovi ze Strkova. V nedalekém lomu se do roku 1932 těžil rohovec, který byl používán na výrobu pomníků.

## Obyvatelstvo
| Rok            | 1869 | 1880 | 1890 | 1900 | 1910 | 1921 | 1930 | 1950 | 1961 | 1970 | 1980 | 1991 | 2001 | 2011 | 2021 |
| -------------- | ---- | ---- | ---- | ---- | ---- | ---- | ---- | ---- | ---- | ---- | ---- | ---- | ---- | ---- | ---- |
| Počet obyvatel | 164  | 185  | 176  | 159  | 139  | 143  | 128  | 89   | 94   | 77   | 63   | 68   | 52   | 49   | 51   |
| Počet domů     | 27   | 27   | 27   | 27   | 28   | 28   | 26   | 24   | 34   | 22   | 23   | 23   | 22   | 24   | 31   |

## Obecní správa
Při sčítání lidu v letech 1850–1976 Kuní bylo samostatnou obcí, se kterým patřilo nejprve do okresu Sedlčany, ale od roku 1960 v okrese Příbram. Od 1. dubna 1976 je částí obce Petrovice v okrese Příbram. V letech 1850–1920 k obci patřil Radešín a v letech 1850–1976 také Kuníček.

## Pamětihodnosti
- Návesní kaple je zasvěcená svatému Janu Nepomuckému. Původní dřevěná socha světce byla z kaple v roce 1998 odcizena a sochař Ivar Kodym z nedalekého Jalovčí v roce 2000 dokončil zhotovení repliky.
- V těsném sousedství návesní kaple se nachází poslední čtrnácté zastavení křížové cesty z Kuníčka. Tato křížová cesta začíná u morové kapličky svaté Anny v Kuníčku, pokračuje v jednotlivých zastaveních přes vrch Stražiště do této obce od roku 2000. V tomto roce byla dokončena. V tomto roce byla i posvěcena replika sochy světce do návesní kaple.
- Na návsi, před usedlostí se nachází kamenný kříž s datací 1862.
- Na okraji vesnice se nachází další kamenný kříž s datací 1863.
- V okolí návsi jsou roubené usedlosti.

## Galerie

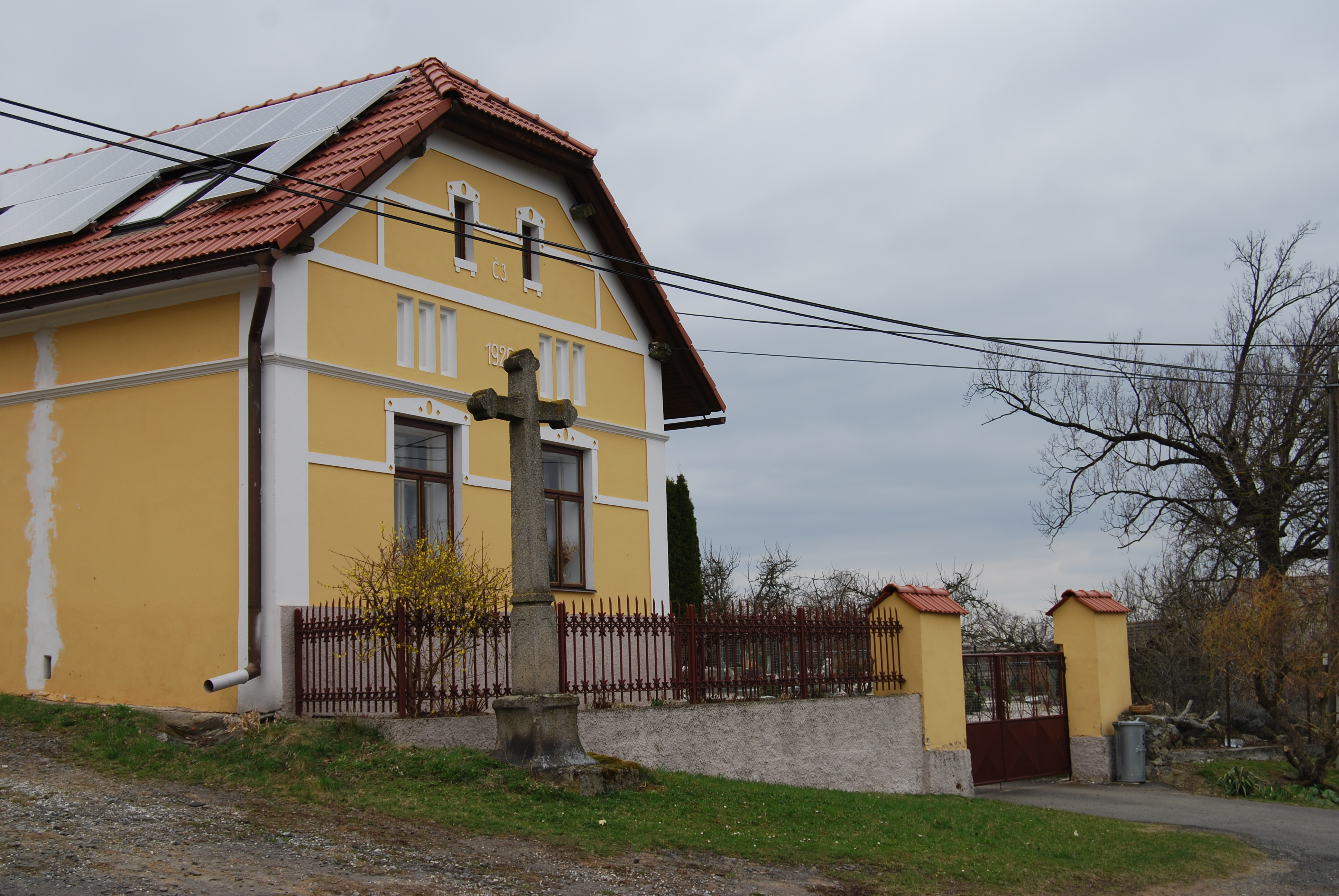
Usedlost ve vsi a kříž s datací 1862
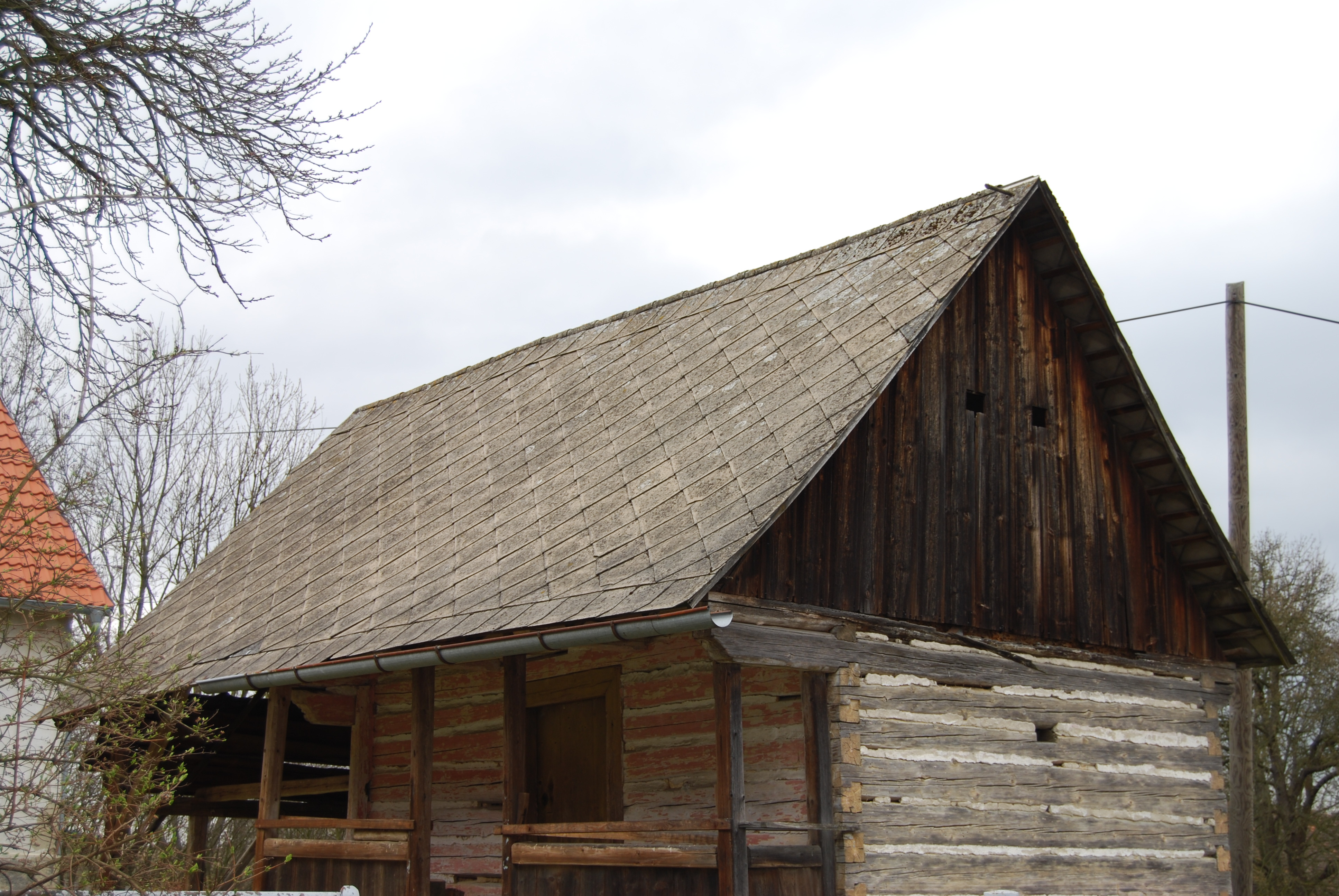
Roubenka ve vesnici
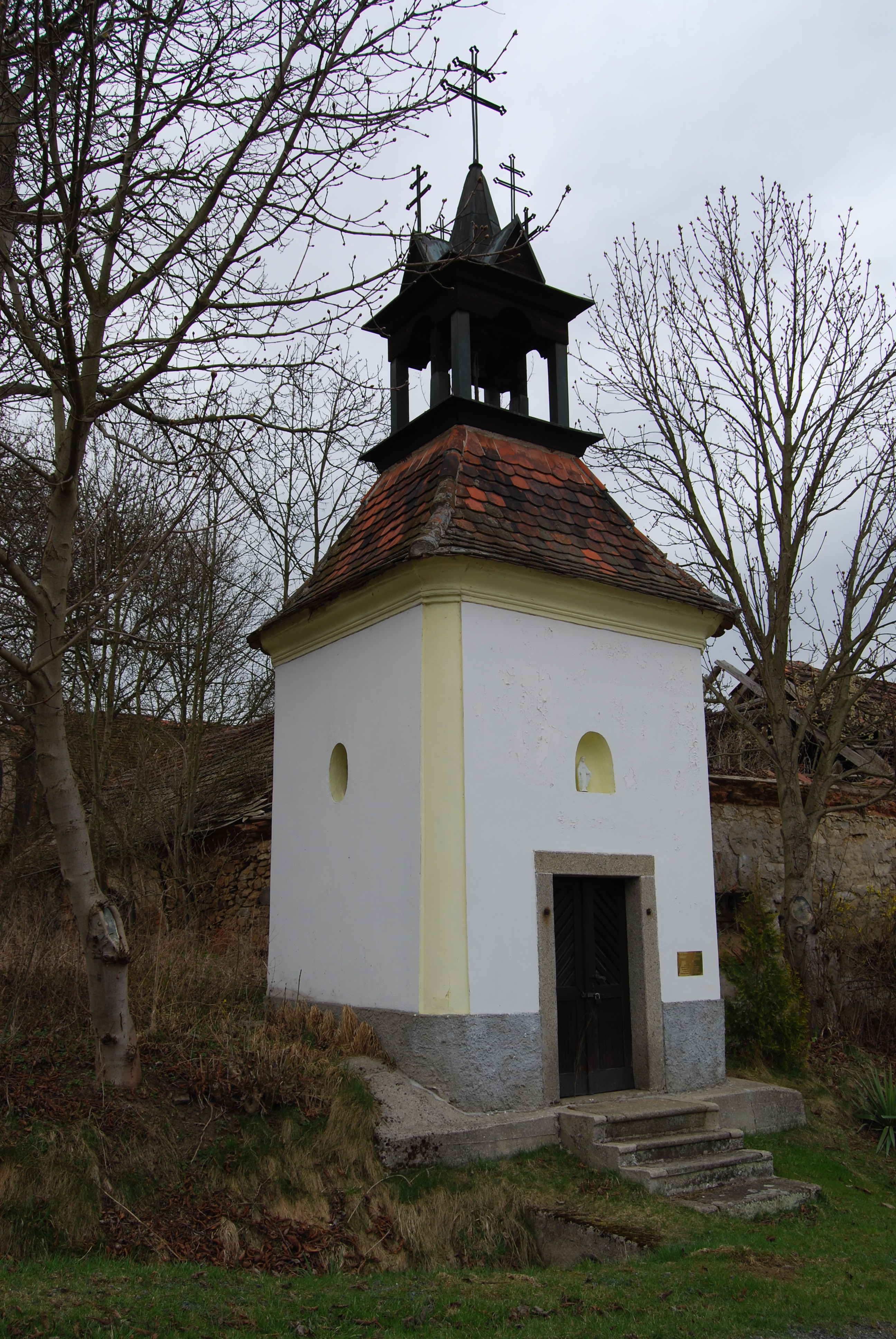
Návesní kaple svatého Jana Nepomuckého